# Вояджър (програма)
Вижте пояснителната страница за други значения на Вояджър.
Програмата Вояджър (на английски: voyager – „пътешественик“) включва два автоматични космически апарати Вояджър 1 и Вояджър 2, изстреляни през 1977 г. с цел изследване на външните планети гиганти. Създадени от JPL към Калифорнийския технологичен институт със средства на НАСА. Апаратите използват удобното взаимно разположение на планетите, позволяващо икономично достигане до далечните планети от Слънчевата система – Уран и Нептун.
Първоначално двата апарата са замисляни като продължение на програмата Маринър – Маринър 11 и Маринър 12. Мисията им била известна под името „Маринър Юпитер-Сатурн“, но впоследствие променена на „Вояджър“
Програмата Вояджър е опростена, поради бюджетни съкращения, версия на планирана за края на 60-те и началото на 70-те години на XX век програма за посещение и изследване на всички външни планети от Слънчевата система. Вояджър осъществява всички поставени цели без изследването на Плутон въпреки ограниченията в конструкцията на апаратите.
Вояджър 1 и Вояджър 2 изпращат значително количество данни за газовите гиганти в Слънчевата система. Използвани са и за установяване на вътрешна граница на орбитата на хипотетичната трансплутонова планета (Планета X).
През 1990-те години апаратите Вояджър задминават по-бавно движещия се Пионер 10 и стават най-отдалечените от Земята обекти създадени от човека, и вероятно ще останат още дълги години. Вояджър 1 и Пионер 10 са и най-отдалечените един от друг изкуствени обекти, понеже се отдалечават от Слънчевата система в почти противоположни посоки.
Поддържа се периодичен контакт с двата апарата и се извършват наблюдения на условията във външните части на Слънчевата система. РТГ на апаратите и термодвойките им все още произвеждат електроенергия и учените считат, че Вояджър ще достигнат до хелиопаузата.
Поради бюджетни съкращения е вероятно сондите да бъдат изоставени през октомври 2005 г., заедно с апарата Юлисий.

## Устройство и оборудване на апаратите
Вояджър 1 и Вояджър 2 са идентични, със стабилизация по трите оси и използващи звездна и жироскопна навигация. Поддържането на ориентацията е важно за правилното насочване на главната антена към Земята за приемане на команди и предаване на данни.
Оборудването се състои от 10 основни инструмента плюс експериментите с главната антена.
Към 2005 г. апаратът има мощност за захранване само на 5 инструмента, въпреки че още два събират данни.
Полетната система представлява осемканална магнитна лента, записваща цифрова информация в процеса по събиране и предаване на данни от инструментите. Използва се за запис на информационния поток от Плазмената подсистема, който бива изпращан към Земята на всеки 6 месеца.
Визуалната система се състои от широкоъгълна и тясноъгълна камери, подобрени конструкции на бавно сканиращите видикони на борда на апаратите Маринър. Тясноъгълната камера се състои от две телевизионни камери, всяка снабдена с 8 филтъра на управляем диск пред обектива. Едната камера има широкоъгълна леща с разделителна способност от 200 mm с апертура от f/3, а другата – с разделителна способност от 1500 mm и тясноъгълна леща с апертура f/8,5. Камерите са управлявани от компютъра на полетната система.
Система за компютърно управление осигурява контролни и командни функции като кодиране/декодиране на информацията при предаване/получаване, корекция на грешки и установяване на повреди по апарата, управление на антената и поддръжка на списък от задачи за апарата.
Система за поддържане на ориентацията изпълнява маневри за насочване на главната антена на апарата към Земята и управлява положението на платформата с другите инструменти.
За предаване на данни към Вояджър се използва S-лентата със скорост 16 b/s. X-лентата се използва от апарата за изпращане на телеметрия към Земята с номинална скорост от 160 b/s, и 1,4 kb/s при възпроизвеждане на данните от плазмения експеримент. При нормално функциониране на апарата комуникацията се осъществява с основната 3,7 метрова антена.
Електрическата енергия на борда се генерира от три броя радиоизотопни термоелектрически генератора (РТГ). Към 2005 г. те все още генерират около 315 W мощност за всеки един от апаратите. Понеже с течение на времето мощността на РТГ намалява, се налага изключването на системи с цел икономии на енергия, но по този начин апаратът губи от първоначалните си възможности.
Към 2005 г. целият Вояджър 2 и платформата с инструменти на Вояджър 1 са изключени. Ултравиолетивият спектрометър  на Вояджър 1 е изключен през 2003 г. За жироскопичните операции на Вояджър 1 и 2 с цел измерване на магнитното поле около апарата се предвижда да бъдат прекратени през 2011 и 2010 г. съответно.
Двата апарата имат възможност за извършване на наблюдения и запазват почти пълна функционалност. За източниците им на енергия и горивото, необходимо за поддръжка на ориентацията, се счита че ще бъдат достатъчни до 2020 г.
Генераторите на апаратите работят с плутоний, чийто разпад води до отделянето на топлина, част от която чрез термодвойка се превръща в електрическа енергия. При конструирането си те са предоставяли около 470 W енергия при 30 V постоянен ток. Използваният плутоний-238 има период на полуразпад от 85 години, като по този начин годишно произвежданата мощност намалява с 0,81%. От друга страна ефективността на термодвойката също намалява и към 2001 г. тя работи на 80% от първоначалния си капацитет.

## Златната плоча
Вояджър 1 носи златна плоча, съдържаща снимки и звуци от Земята, инструкции за просвирване на плочата и указател за положението на Земята в галактиката. Целта на плочата е запазване за поколенията на част от земното наследство и достижения, както и като съобщение до извънземни цивилизации.
Съдържанието на плочата е подбрано от комитет с председател Карл Сейгън. Тя включва и песента „Излел е Делю хайдутин“ на Валя Балканска.